# Borga (Film)
Borga ist ein deutsch-ghanaischer Spielfilm von York-Fabian Raabe aus dem Jahr 2021. Das Drama stellt einen jungen Ghanaer (dargestellt von Eugene Boateng) in den Mittelpunkt, der nahe der Elektronikschrottverarbeitung in Agbogbloshie aufwächst und sich in Deutschland ein neues Leben in Wohlstand erhofft.
Der Film wurde im Januar 2021 beim 42. Filmfestival Max Ophüls Preis uraufgeführt und erhielt dort den Hauptpreis im Spielfilm-Wettbewerb. Der reguläre Kinostart in Deutschland erfolgte am 28. Oktober 2021.

## Handlung
Kojo wächst mit seiner Familie in ärmlichen Verhältnissen nahe einer Elektroschrott-Müllhalde in Ghanas Hauptstadt Accra auf. Sein Vater Akwasi bevorzugt seinen älteren Bruder Kofi und versucht, Kojo von der Müllhalde und dem Metallsammeln aus alten, westlichen Elektrogeräten fernzuhalten. Er setzt auf Bildung und sorgt dafür, dass seine Söhne Lesen und Schreiben erlernen. Durch Zufall treffen Kojo und seine Freunde eines Tages auf einen sogenannten Borga, also einen Landsmann, der es im Ausland augenscheinlich zu Wohlstand gebracht hat. Dieser gibt Kojo den Rat, hinsichtlich der Regelbefolgung im Leben einen Mittelweg einzuschlagen: Bei Befolgung aller Regeln bringe man es im Leben zu nichts; halte man sich aber an keinerlei Regeln, werde man irgendwann umgebracht. Die Kunst bestehe darin, zu erkennen, wann man Regeln befolge und wann nicht. Die Begegnung beeindruckt den Jungen nachhaltig.
Zehn Jahre später unterstützt Kojo als Erwachsener seine Familie mit der Arbeit auf der Müllhalde. Immer noch fühlt er sich von seinem Vater ungerecht behandelt. Als Kojo von seinem Jugendfreund Nabil das Angebot erhält, mit ihm in Deutschland ein neues Leben anzufangen, willigt er ein. Nabil kennt dort mit seinem Onkel Ebo einen reichen Borga. Während Nabil auf der gefährlichen Reise über Lagos und Marokko in Algerien ums Leben kommt, gelangt Kojo nach Mannheim. Dort muss er erfahren, dass Ebo ein Leben in Wohlstand nur vorgetäuscht hat. Kojo lebt als Obdachloser auf der Straße, ehe er durch Zufall Arbeit von seinem Landsmann Bo erhält. Dieser lässt Elektroschrott einsammeln und in Containern in die Heimat verschiffen. Kojo beeindruckt Bo fortan durch seinen Fleiß. Bald träumt er von einem eigenen Geschäft, wird aber von seinen Arbeitskollegen nur müde belächelt.
Eines Tages leiht sich Kojo heimlich von Bo elegante Kleidung aus und trifft in einem Club auf die ältere deutsche Sanitäterin und alleinerziehende Mutter Lina. Die beiden werden ein Paar. Um mehr Geld zu verdienen und ein Borga zu werden, lässt sich Kojo von Bo dazu überreden, mit falschen Papieren als Drogenkurier (Muli bzw. Packesel) zwischen Accra und Deutschland zu arbeiten. Mit einem finanziellen Vorschuss ausgestattet, tritt er in seiner Heimat als reicher Borga auf. Dort trifft er seinen Neffen Ekbo wieder. Kojo erfährt, dass sein Vater Akwasi mittlerweile verstorben ist und auch Kofis Ehefrau, Ekbos Mutter, nicht mehr lebt. Die Familie seines Bruders, der ihm die jahrelange Abwesenheit zunächst noch übel nimmt, unterstützt er fortan von Deutschland aus mit Geld und teuren Geschenken: Eine Leistung, die Kojo anfangs noch freiwillig erbringt, die bald aber auch mehr und mehr von ihm gefordert wird (Black Tax).
Wieder zurück in Mannheim, beginnt Kojo selbst Elektrogeräte nach Ghana zu exportieren. Als Zeichen der Verbundenheit schenkt er Lina eine Halskette mit dem westafrikanischen Sankofa-Symbol. Nachdem aber Lina mehrere gefälschte afrikanische Pässe bei ihm entdeckt, sagt sie sich von Kojo los. Auch das Geschäft in Ghana gerät ins Stocken, als der Container mit Elektroschrott nicht wie versprochen von Ekbo am Hafen abgeholt wird. Kojo regelt die Angelegenheit vor Ort in Ghana, muss jedoch feststellen, dass ein von ihm in Aburi mit 100.000 Cedi (im Jahr 2021 etwa 14.000 Euro) finanziertes und für seine Mutter bestimmtes Haus mit Grundstück nie von Kofi und Ekbo fertiggebaut wurde. Im Streit mit seinem Bruder erfährt er auch, dass seine Familie in der Heimat aufgrund seines Status mit höheren Lebensmittelpreisen konfrontiert und Ekbo mehrfach ausgeraubt wurde. Ekbo versucht seinem Onkel nachzueifern und sich nach Deutschland durchzuschlagen. Seine letzte Nachricht setzt er aus der algerischen Oase Tamanrasset ab, Ekbos weiteres Schicksal bleibt ungewiss.
Als sich ein Arbeiter beim Hantieren mit Kojos importierten Elektroschrott schwer verletzt, kommt es zu einem Aufruhr, dem der  „Chief“ der Gemeinschaft, trotz Kofis Flehen, keinen Einhalt gebietet. Von schweren Brandverletzungen gezeichnet, flüchtet Kojo nach Deutschland, wo ihn Lina gesundgepflegt. Er sorgt dafür, dass Bo für seine Elektroschrott-Lieferungen in Ghana keine Abnehmer mehr findet und kehrt in seine Heimat zurück. Dort schließt Kojo Frieden mit seinem Bruder. Beide bauen das Haus für ihre Mutter fertig und finden neue Partnerinnen.

## Entstehungsgeschichte
Borga (Arbeitstitel Eisen im Feuer) ist das Spielfilmdebüt von York-Fabian Raabe, für das er gemeinsam mit Toks Körner auch das Drehbuch verfasste. Der Titel setzt sich aus dem gleichnamigen ghanaischen Wort zusammen, das von dem deutschen Wort „Hamburg“ abgeleitet ist. „Borga“ bedeutet „der reiche Onkel aus dem Ausland“. Raabe wollte nach eigenem Bekunden „eine authentisch ghanaische Geschichte“ erzählen, mit der sich Zuschauer weltweit identifizieren können. Mit Kojo kreierte er eine Hauptfigur, „die zwar Opfer ihrer Umstände ist, sich aber gleichzeitig ihnen nicht ergibt“. „Im Gegenteil: Es ist die Geschichte eines Menschen, der sich selbst „empowert“, dabei Fehler macht und aus ihnen lernt, immer mit dem Ziel, die ihm begegnenden Missstände zu überwinden“, so der Filmemacher. Gleichzeitig suche Kojo Aufmerksamkeit und Zuspruch vor allem von seinem Vater, aber auch von seiner restlichen Familie. „Anerkennung ist sein großer Wunsch. Ich finde, das ist etwas sehr Archaisches. Das ist ein Muster, das es auf der ganzen Welt gibt“, so Raabe.

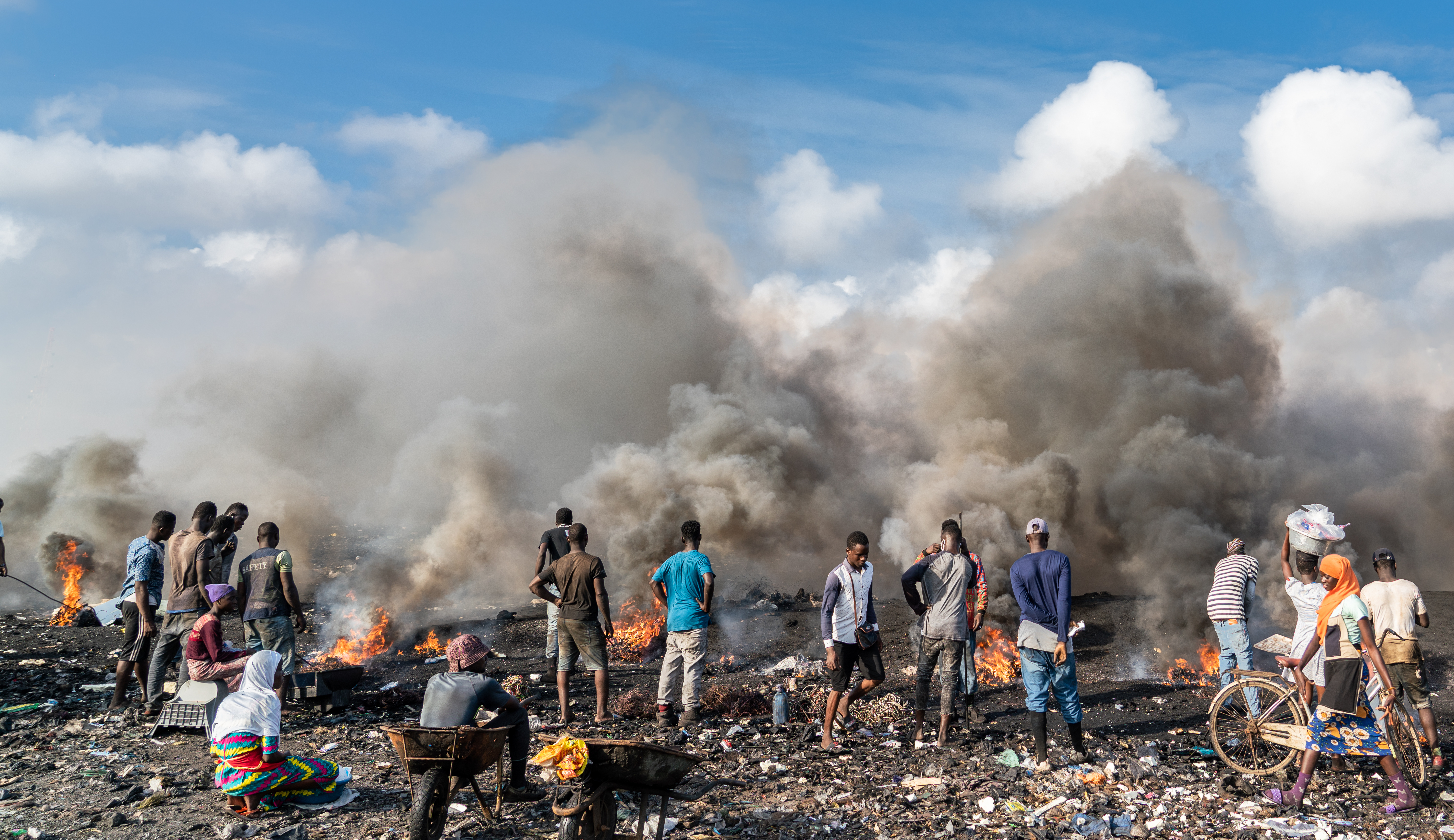
Blick auf die Elektronikschrottdeponie in Agbogbloshie (2019)

Die Idee zum Film kam Raabe bei den Dreharbeiten zu seinem ersten Kurzfilm Zwischen Himmel und Erde (2010). Dort traf er auf einen Darsteller von der Elfenbeinküste, dessen Vater kurz zuvor verstorben war. Raabe wollte ihm einen Flug in seine Heimat finanzieren, aber der Schauspieler lehnte ab. Da er in den Westen gegangen war, erwartete sein Umfeld zu Hause, dass er zu Wohlstand gekommen sein müsse und benötigte daher sehr viel mehr Geld. Die Drehbuchentwicklung nahm fünf Jahre in Anspruch. In dieser Zeit entstand auch Raabes zweite Regiearbeit, die 15-minütige Kurz-Dokumentation Sodoms Kinder (2013), die in Ghanas Hauptstadt Accra spielt. Der Film begleitet zwei Straßenkinder, die im Umfeld der Elektronikschrottdeponie in Agbogbloshie leben.
Um Schauspiel und Authentizität in Borga zu erhöhen, drehte Raabe neben Deutsch und Englisch auch in ghanaischen Sprachen. Der in Deutschland aufgewachsene Hauptdarsteller Eugene Boateng sprach Twi. Der in Afrika sehr bekannte Schauspieler Adjetey Anang, der Boatengs Vater spielt, wechselte zwischendurch ins Ga.
Die Produktion wurde finanziell von HessenFilm und Medien und der MFG Filmförderung Baden-Württemberg mit 350.000 Euro unterstützt. Die Dreharbeiten fanden zwischen dem 6. November und 4. Dezember 2018 an Originalschauplätzen in Ghana (Accra und Aburi), Mannheim, Kassel (der Heimatstadt des Regisseurs), sowie in Berlin statt.

## Rezeption
Der Film wurde am 18. Januar 2021 auf dem 42. Filmfestival Max Ophüls Preis uraufgeführt. Aufgrund der COVID-19-Pandemie fand das wichtigste Nachwuchsfilmfestival für Deutschland, Österreich und die Schweiz nicht wie üblich vor Ort in Kinos in Saarbrücken, sondern komplett als Online-Edition statt.
Sophia Schülke (Saarbrücker Zeitung) fasste Borga als „frisches Kino“ und „eine Filmperle“ auf, „die in der Debatte um westafrikanische Migration nach Europa überfällig“ sei. Es handle sich um eine „Migrations- und Familiengeschichte, die weder Partei“ ergreife „noch allzu dicke Klischees“ bediene. Der Film werde von seinem Hauptdarsteller Eugene Boateng getragen und die Sicht der Betroffenen „differenziert und persönlich“ ausgelotet.
Laut Kaspar Heinrich (Der Tagesspiegel) handle es sich bei Borga um ein „aufwendig produziertes Drama“. Es erzähle „von den falschen Erwartungen, die Europa und Afrika aneinander haben“.
Raabe selbst zählte seine Regiearbeit zu den ersten deutschen Filmen, die das Thema Migration aus einer Schwarzen bzw. ghanaischen Perspektive erzählen. Ein Jahr zuvor hatte Burhan Qurbani in seinem preisgekrönten Werk Berlin Alexanderplatz (2020) ebenfalls eine Migrationsgeschichte aufgegriffen, wobei die Hauptfigur aus Guinea-Bissau stammte. Beim Filmfestival Max Ophüls Preis teilten die Spielfilm-Jury und die Mitglieder für die Vergabe des Preises für den besten gesellschaftlich relevanten Film die Beobachtung des Regisseurs und führten diese auch in ihren Jurybegründungen mit auf. Die Mitglieder für den Preis der Ökumenischen Jury hoben in ihrer Begründung die nüchterne und realistische Darstellung des Migrationsthemas und die Authentizität hervor. Auch problematisiere Borga „unser kapitalistisches Handeln, in dem Giftmüll als neue Form der Ausbeutung Afrikas gezeigt wird“. Der Film gebe „Flüchtlingen Gesichter“ und werbe „um Solidarität innerhalb der Menschheitsfamilie“. „Er hinterfragt den Traum der illegalen Einwanderer, die bereit sind, für ihr vermeintliches Glück kriminell zu werden. Der Protagonist kann die ambivalenten Erwartungen beider Welten nicht erfüllen und erlebt schließlich die Familie als letztgültigen Halt“. Weiterhin wurden von den Jurys die Darstellerleistungen gelobt.

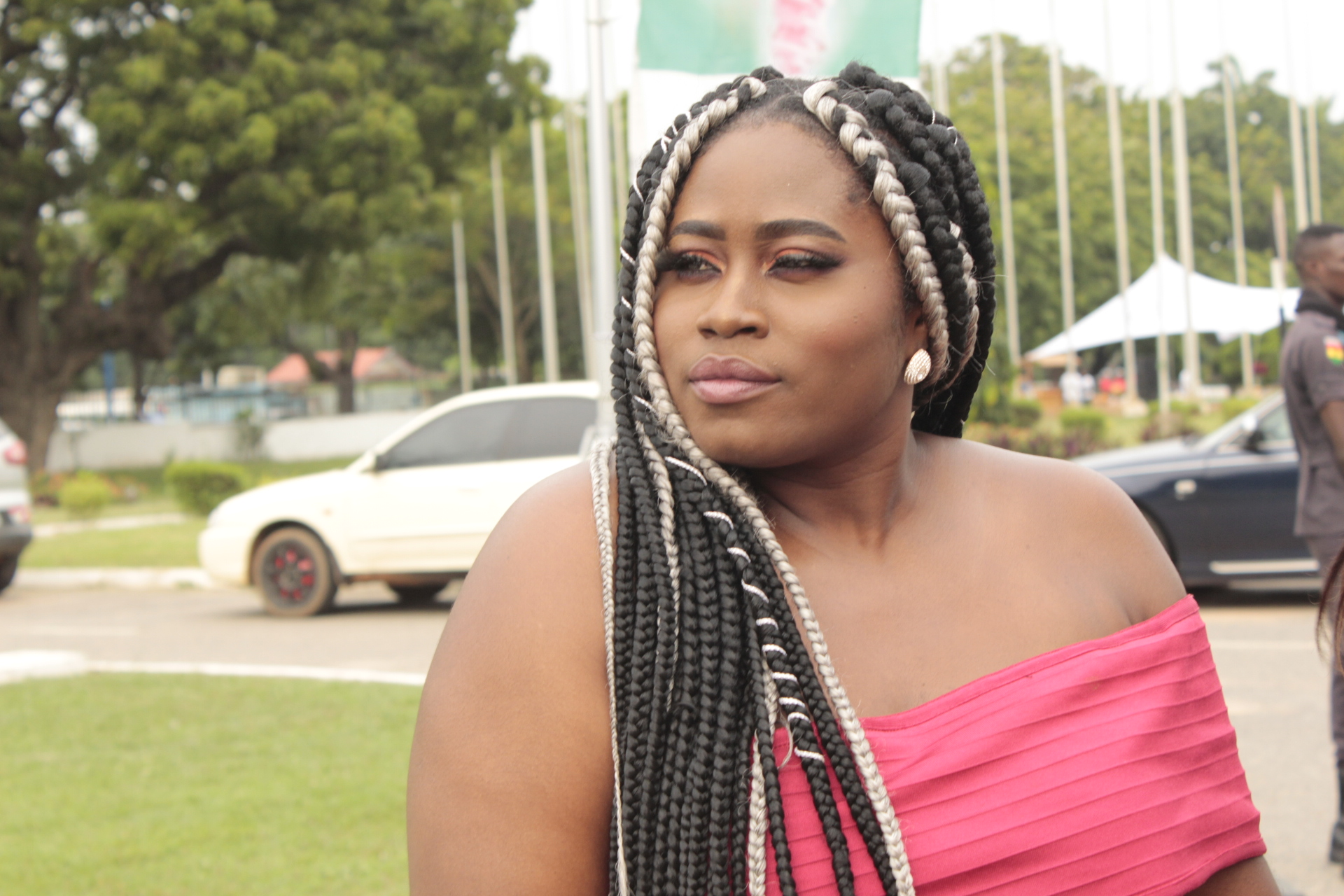
Lydia Forson spielt die Mutter von Kojo

Laut Bert Rebhandl (Frankfurter Allgemeine Zeitung) ziele Borga höher als bisherige Dokumentarfilme mit ähnlicher Thematik wie Fremd (2011) oder Les Sauteurs – Those Who Jump (2016). Raabe wolle „in einer großen Erzählung nicht nur ein repräsentatives Schicksal in den Blick bekommen, sondern die zwei Welten, die Kojo durch seinen Weg verknüpft“. Er vertiefe „die Konturen der Ungleichheit“ mit „dem Motiv der brüderlichen Konkurrenz“. Besonders hob Rebhandl die Reisen Kojos mit gefälschten Pässen zwischen Deutschland und Ghana hervor. Erst dadurch bekomme der Film „eine Dimension, die über bisherige Filme zu diesem Großthema hinausreicht: Mit einem ähnlich panoramatischen Anspruch hat bisher in Deutschland niemand die Konstellationen eines Ankunftslands auf ein Herkunftsland zurückgespiegelt. Kojo hat schließlich Loyalitätskonflikte in beiden Welten auszutragen“. Kritisch merkte er aber an, dass Raabe darauf vertraue, „dass die Formeln, die das Erzählkino bereithält (ein bisschen Familiensaga, ein bisschen Gangsterepos, einen Schuss Sozialrealismus) auf alle Wege“ der Hauptfigur passen. Der Regisseur suche nach Rebhandl „gar nicht nach einer Form des Dazwischen oder nach Momenten, in denen die Figuren irgendwo über ihren Repräsentationsauftrag hinaus an Persönlichkeit“ gewännen. Das Happy End und die zugehörige Pointe seien laut dem Kritiker sicher nicht so beabsichtigt gewesen, daraus lasse sich aber erkennen, dass Raabes Film „für die Aspekte an Fluchtgeschichten, die sich einer effektvollen Dramaturgie entziehen, keine Register“ habe.
Axel Timo Purr ist nicht vollständig überzeugt. Zwar lobt er, wie Raabe die Erwartungen „menschlicher, gesellschaftlicher und finanzieller Seite, die unerfüllt bleiben müssen“ in die Handlung einflechte. Er kritisiert aber die eurozentristische Sichtweise des Films, „etwa der Szene, als Kojo mit einem Freund am Strand sitzt und sehnsüchtig den Schiffen nachsieht, die in ein vermeintlich besseres Leben fahren. Dieser dezidiert romantische Topos, der jedem von »uns« seit den Bildern von Caspar David Friedrich innewohnt, existiert so weder an westafrikanischen, süd- noch ostafrikanischen Küsten. Es ist ein westlicher Blick, der den ghanesischen Protagonisten »untergeschoben« wird, um letztendlich für eine westliche Agenda zu werben und natürlich ein identifikatorisches Seherlebnis zu ermöglichen.“

## Auszeichnungen
Borga gewann beim Filmfestival Max Ophüls Preis 2021 den Wettbewerb für den besten Spielfilm. Darüber hinaus erhielt der Film dort die Auszeichnung für den besten gesellschaftlich relevanten Film (an Associate Producer und Schauspieler Eugene Boateng), den Publikumspreis sowie den Preis der Ökumenischen Jury. Hauptdarsteller Eugene Boateng erhielt gleichzeitig eine Nominierung in der Kategorie Bester Schauspielnachwuchs.
Im selben Jahr gewann Eugene Boateng den Deutschen Schauspielpreis, während die Produktion beim Festival Biennale Bavaria International den internationalen Heimatfilmpris Saphira erhielt (Bester Spielfilm).
Im Jahr 2022 erhielt Raabe den Bayerischen Filmpreis in der Kategorie Nachwuchsregie.
Bereits für das unveröffentlichte Skript hatte Raabe 2016 eine Nominierung für den Thomas Strittmatter Drehbuchpreis erhalten.